# Quảng Tiến, Quảng Trạch
Quảng Tiến là một xã thuộc huyện Quảng Trạch, tỉnh Quảng Bình, Việt Nam.
Xã Quảng Tiến có diện tích 13,22 km², dân số năm 2019 là 4.059 người, mật độ dân số đạt 333 người/km².